# Гай Турраний (префект анноны)
Гай Турра́ний (лат. Gaius Turranius/Thoranius; умер после 48 года) — древнеримский политический деятель из плебейского рода Тураниев, префект Египта в 7—4 годах до н. э. Более 30 лет руководил ведомством по снабжению Рима зерном.

## Биография
Гай Турраний являлся уроженцем Гадеса (провинция Дальняя Испания) и принадлежал к всадническому сословию. По-видимому, Турраний был сторонником Октавиана Августа. В 7 году до н. э. назначается префектом Египта. На этой должности находился вплоть до 4 года до н. э., после чего вернулся в Рим.
В 14 году новый император — Тиберий, — назначил Туррания префектом анноны. Обеспечивал зерном Рим до 48 года. Своё положение сохранил при императоре Калигуле. В 48 году император Клавдий назначил Гая префектом фрументариев (полицейских, имперских почтальонов, своеобразных контрразведчиков). Свидетельствовал о браке Мессалины и Гая Силия. О дальнейшей деятельности ничего не известно.

## Творчество
Был автором трудов по естествознанию, географии и земледелии. Их часто цитировал Плиний Старший. Впрочем, до нашего времени не сохранилось ни одного отрывка произведений Туррания Грацила.